# San Leon
|  | Per a altres significats, vegeu «San Leon (música)». |

San Leon és una concentració de població designada pel cens del Comtat de Galveston a l'estat de Texas, Estats Units d'Amèrica.
Després d'un viatge a aquesta localitat Aldo Comas va crear el grup de música San Leon.

## Demografia
Segons el Cens dels Estats Units del 2000, San Leon tenia 4.365 habitants, 1.815 habitatges, i 1.121 famílies. La densitat de població era de 345,4 habitants per km².
Dels 1.815 habitatges en un 25,1% hi vivien nens de menys de 18 anys, en un 48,6% hi vivien parelles casades, en un 7,3% dones solteres, i en un 38,2% no eren unitats familiars. En el 30% dels habitatges hi vivien persones soles el 8,5% de les quals corresponia a persones de 65 anys o més que vivien soles. El nombre mitjà de persones vivint en cada habitatge era de 2,39 i el nombre mitjà de persones que vivien en cada família era de 2,99.
Per edats la població es repartia de la següent manera: un 23% tenia menys de 18 anys, un 7,4% entre 18 i 24, un 30,8% entre 25 i 44, un 28,5% de 45 a 60 i un 10,3% 65 anys o més.
L'edat mediana era de 39 anys. Per cada 100 dones de 18 o més anys hi havia 112,8 homes.
La renda mediana per habitatge era de 31.687 $ i la renda mediana per família de 40.656 $. Els homes tenien una renda mediana de 32.574 $ mentre que les dones 25.526 $. La renda per capita de la població era de 19.422 $. Aproximadament el 14,8% de les famílies i el 19,7% de la població estaven per davall del llindar de pobresa.

## Poblacions properes
El següent diagrama mostra les poblacions més properes.